# Brethesiella latifrons
Brethesiella latifrons är en stekelart som först beskrevs av Timberlake 1919.  Brethesiella latifrons ingår i släktet Brethesiella och familjen sköldlussteklar. Inga underarter finns listade.